# Werner Icking Music Archive
O Werner Icking Music Archive, abreviado como WIMA (em português Arquivo de Músicas Werner Icking), é um sítio da Web que contém partituras de domínio público. O WIMA é uma continuação do falecido GMD Music Archive e recebeu seu nome em homenagem a seu primitivo fundador, Werner Icking. Era hospedado desde 2007 pelo Depto. de Ciência Computacional (DAIMI) da Universidade de Aarhus, Dinamarca, mas a universidade cancelou a hospedagem a partir de fevereiro de 2010. O responsável pelo site, Christian Mondrup, decidiu então por utilizar um provedor comercial, localizado no estado do Texas, EUA.
O WIMA oferece, primariamente, partituras de música clássica, mas o sítio também contém partituras de jazz. O WIMA também é o sítio que hospeda o MusiXTeX, uma suíte de software livre que contém utilitários paraa digitação de música baseado no sistema de digitação musical TeX.
A maior parte das composições no WIMA são de música do renascimento e do barroco. Algumas das partituras publicadas no WIMA são as primeiras edições "modernas" dessas obras. Alguns compositores contemporâneos escolheram publicar suas composições no WIMA.
As músicas antigas oferecidas pelo WIMA são sem copyright. As partituras são digitadas por voluntários e são distribuídas em PDF, freqüentemente acomapanhadas por seus arquivos fonte originais.

### Outros projetos musicais de domínio publico
- en:International Music Score Library Project
- Biblioteca Coral de Domínio Público (CPDL)
- en:Mutopia Project